# Ammasso globulare oscuro

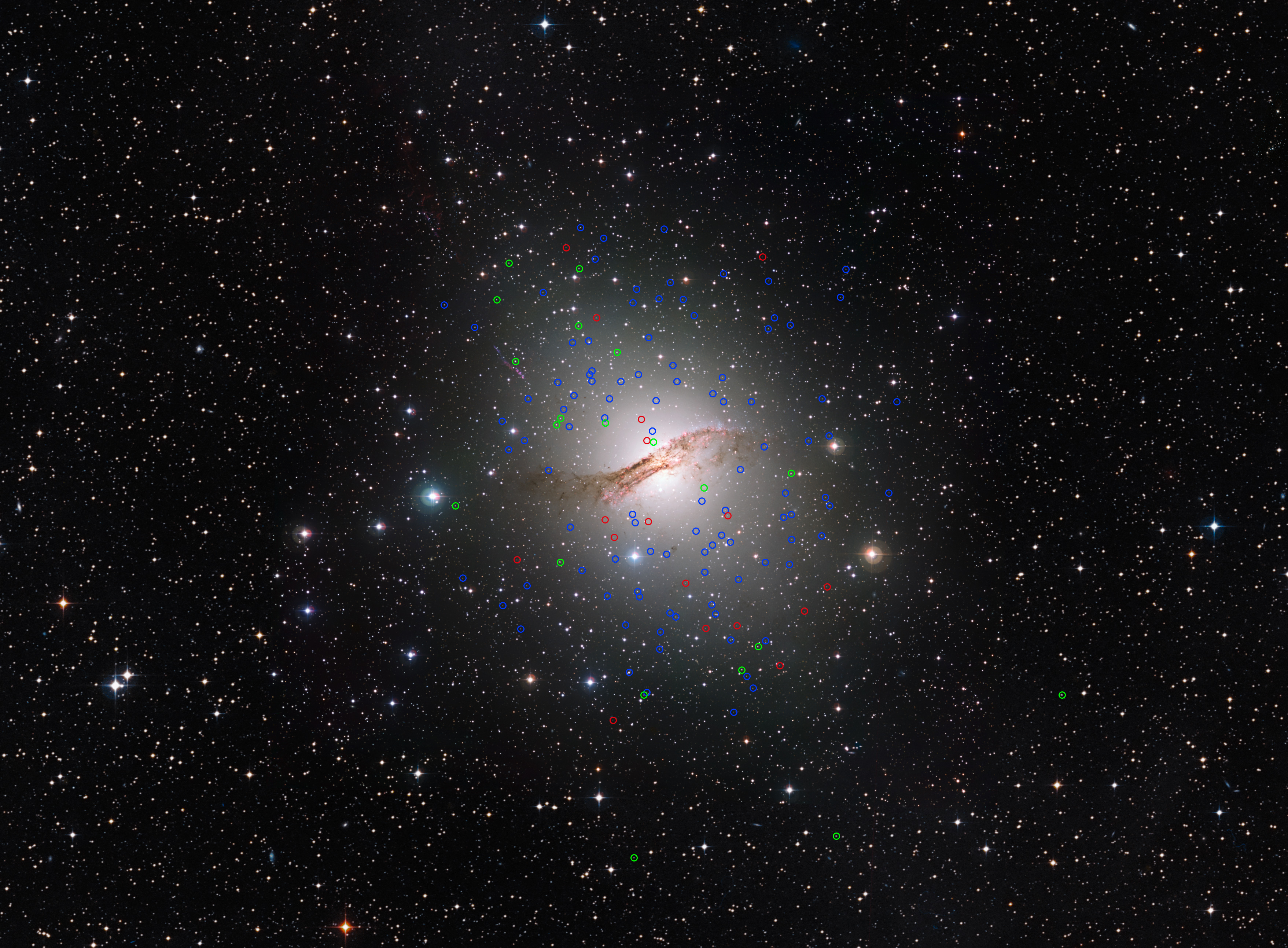
Le osservazioni con il Very Large Telescope dell'ESO in Cile hanno scoperto una nuova classe di ammassi globulari "oscuri" attorno a questa galassia. Nell'immagine, gli ammassi globulari oscuri sono cerchiati in rosso. Gli ammassi globulari normali sono cerchiati in blu, mentre gli ammassi globulari che mostrano proprietà simili alle galassie nane sono cerchiati in verde.

Un ammasso globulare oscuro è un tipo proposto di ammasso globulare che ha una massa insolitamente alta per il numero di stelle al suo interno. Proposti nel 2015 sulla base di dati osservativi, si ritiene che gli ammassi globulari oscuri siano popolati da oggetti con componenti significative di materia oscura, come buchi neri massicci centrali.

## Dati osservativi
I dati osservativi relativi agli ammassi globulari oscuri provengono dal Very Large Telescope (VLT) in Cile, che ha osservato le vicinanze della galassia Centaurus A. Molti degli ammassi globulari all'interno di questa galassia sono più luminosi e più massicci di quelli che orbitano attorno alla Via Lattea e un campione di 125 ammassi globulari attorno a Centaurus A è stato studiato utilizzando lo strumento FLAMES del VLT. Sebbene gli ammassi globulari siano normalmente considerati quasi privi di materia oscura, lo studio delle proprietà dinamiche degli ammassi campionati ha suggerito la presenza di materia oscura esoticamente concentrata. L'esistenza di ammassi globulari oscuri suggerirebbe che la loro formazione ed evoluzione siano marcatamente diverse da quelle degli altri ammassi globulari di Centaurus A e del Gruppo Locale.